# Phare de Montauk
Le phare de Montauk (anglais : Montauk Point Light) est un phare situé à Montauk, hameau de la ville d'East Hampton, à l'extrémité Est de Long Island, dans l'État de New York.

## Historique
Le phare de Montauk est le premier phare maritime construit dans l'État de New York et le quatrième plus ancien phare encore en activité aux États-Unis.
Longtemps inscrit au Registre national des lieux historiques, il est enregistré comme monument historique national (National Historic Landmark) en 2012 pour son rôle important pour New York et la navigation internationale au début de la période fédérale.
Le phare, qui est situé sur Turtle Hill à l'extrémité est de Long Island, au 2000 Montauk Highway, est maintenant un musée privé.
La construction du phare a été autorisée par le deuxième Congrès des États-Unis, sous le président George Washington, le 12 avril 1792. Ezra L'Hommedieu, avocat, membre du Congrès continental représente la Chambre de commerce de New York durant les discussions liées au phare. Il fait valoir que New York "était le premier parmi les ports américains pour le volume de son commerce extérieur. En 1797, le port traitait un tiers du commerce de la nation avec d'autres pays." En raison des vents dominants en hiver, les expéditeurs s'approchant de la mer avaient besoin d'un phare à la fin de Long Island pour les guider le long du côté sud dans le port de New York
La construction  commence le 7 juin 1796 et se termine le 5 novembre 1796. Le gardien Jacob Hand allume les mèches dans les lampes de la tour en avril 1797.  Le phare fonctionne ainsi jusqu’à la Seconde Guerre mondiale, quand l'armée américaine le prend en charge. 
Des travaux de modernisation sont régulièrement effectués et le phare est électrifié en 1940.
Pendant la Seconde Guerre mondiale, le phare est pris en charge par l'armée américaine dans le cadre du bouclier de défense de la côte Est.  En 1946, la Garde côtière américaine reprend l'entretien du phare et l'exploite jusqu'à l'automatisation de la station le 3 février 1987. En mai de la même année, le musée du phare est ouvert au public, exploité par la Société historique de Montauk.  Le 30 septembre 1996, le président Bill Clinton approuve le transfert de la propriété du phare à la Société historique de Montauk.

## Protection
La tour est construite sur Turtle Hill à 90 m du bord de la falaise. En raison de l'érosion des rives, il ne se trouve plus qu’à 30 mètres de la côte. Après la Seconde Guerre mondiale, le Corps of Engineers de l'armée américaine construit une digue à sa base, mais l'érosion se poursuit. La Garde côtière  envisage de démolir le phare en 1967 et de le remplacer par une tour d'acier plus éloignée du bord de la falaise. À la suite des protestations sur le démantèlement de la tour, le député Michael Forbes  propose un projet de loi au Congrès des États-Unis pour remettre le phare à la Société historique de Montauk du public afin qu'il puisse être préservé.

### Giorgina Reid[5]
Giorgina Anzulata naît le 3 novembre 1908 à Trieste, en Italie puis s’installe en Amérique avec sa mère. Elle y suit les cours au Leonardo da Vinci Art School de New York et devient designer textile. Elle s’installe avec son mari, Donald Reid sur les falaises de Rocky Point, Long Island. Les falaises sont fortement érodées par les tempêtes et des pans entiers s’écroulent jusqu’à menacer la maison de Donald et Giorgina. Celle-ci entreprend la construction d’un système de protection dans le but de retenir le sable et évacuer l’eau. Il consiste en la construction de terrasses constituées de divers déchets de plage, notamment des roseaux. Le système s’avère efficace pour enrayer l’érosion. Reid fait breveter son projet.
Le phare de Montauk est également menacé par l’érosion. Les mesures entreprises n’empêchent pas la côte de reculer inexorablement.
En 1971, Giorgina Reid présente son système de protection aux garde-côtes qui l’acceptent avec méfiance. Elle installe les plantations avec l’aide de son mari, de voisins et d’étudiants sur une période de 15 ans. Les garde-côtes organisent une cérémonie en remerciement à Giorgina Reid.
Giorgina Reid décède en 2001 à 92 ans. Elle est enterrée aux côtés de son mari, avec le badge d’honneur remis par la Société Historique.

### Mesures ultérieures
Cependant, la menace d'érosion persiste et d’autres actions sont tentées. En novembre 2006, un groupe de surf local s'oppose à l'intention du Corps of Engineers des États-Unis de construire une autre digue qui risque de nuire à la réputation de la zone de surf renommée mondialement.
Ils proposent d’éloigner le phare de la rive, comme cela a été fait avec le phare du cap Hatteras . Le terrain complique ce déplacement : il faudrait que le phare soit descendu d’une colline et remonté sur une autre. Les groupes environnementaux craignent que la réduction de l'érosion à Montauk n’augmente l'érosion sur d'autres plages de Long Island, étant donné que ces travaux d'infrastructure ont toujours des effets connexes [13]. 
Le 2 mars 2012, le Secrétaire d’État à l'Intérieur des États-Unis, Ken Salazar,  déclare  le phare comme monument historique national; C'est le 14e site de Long Island et le 11e phare du pays à être reconnu.